# 그레이마우스
그레이마우스(Greymouth, /ˈɡreɪmaʊθ/)는 뉴질랜드 남섬 웨스트코스트 지방에서 가장 큰 타운이며, 그레이 구의회가 있는 곳이다. 그레이 구의 전체 인구는 13,850명이며, 이것은 웨스트 코스트 지방 인구의 42%에 해당하는 것이다. 그레이마우스의 도시 지역은 약 2010년을 기준으로 1만명 정도 거주를 한다. 군 의회는 2006년에서 2016년까지 매년 1.5%의 인구 성장을 기대하고 있다.

## 지리
이 타운은 서던알프스 어귀의 좁은 해안 평원에 있는 그레이강 입구에 위치하고 있다. 맑은 날에는 남쪽으로 아오라키 마운트쿡이 타운 근처에서 선명하게 보인다.

## 역사
유럽 정착민들이 도래하기 전까지 이곳에는 마오리족들이 오랫동안 살아왔다. 그래서 이 지역을 '넓게 펼쳐진 강어귀'라는 뜻의 "마훼라"라고 부르며, 여전히 마훼라(Mawhera)는 그레이강의 대체명이 되고 있다. 지금 그레이 마우스라고 부르는 이곳을 처음으로 방문한 유럽인은 ‘토마스 브루너’(Thomas Brunner)로 1846년에 방문을 하였다. 브루너는 그레이 계곡과 이 지역의 여러 곳에서 석탄을 발견하였고, 그리하여 브루너 타운과 브루너 호수라는 이름이 그의 이름을 따서 지어졌다. 브루너 자신은 그레이강의 이름을 19세기 뉴질랜드 정치가인 조지 그레이 경(Sir George Grey)의 이름을 따서 지었다. 금과 석탄은 유럽인들의 정착 역사에서 주요한 정착의 원동력이 되었다.

## 경제

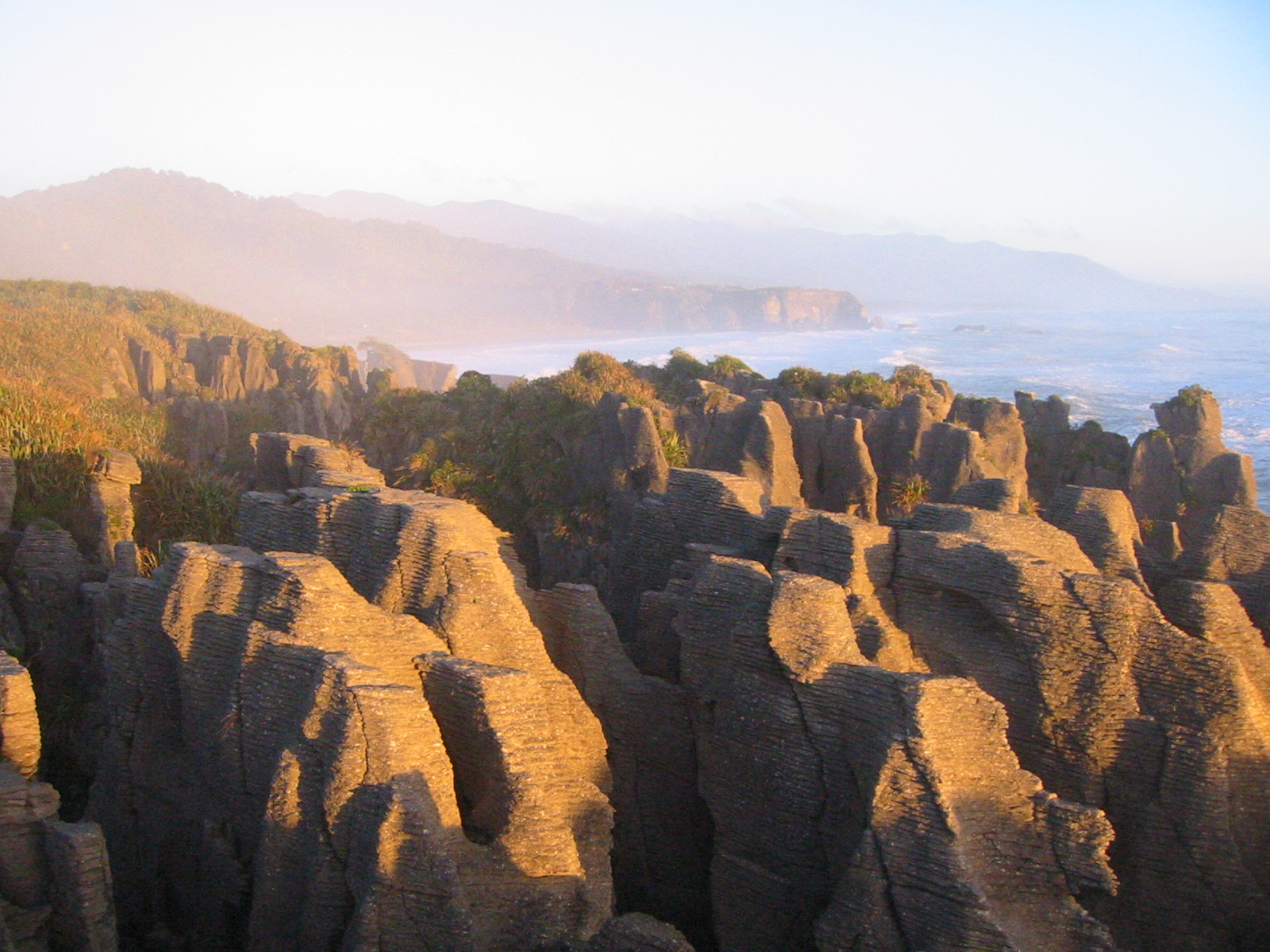
팬케익 바위

그레이 마우스의 주요 산업은 어업, 광업, 임업, 그리고 생태관광이며, 후자의 2개는 불편한 동거를 유지하고 있다. 북쪽으로 45 km 떨어진 푸나카이키(Punakaiki)의 팬케익 바위는 인기 있는 관광지이다. 많은 사람들이 빙하에서부터 남쪽으로 오는 도중에 그냥 지나치기도 한다.
그레이마우스는 또한 마오리족들이 했던 옥 세공으로 포우나무(Pounamu)라는 푸른 색 옥으로도 유명하다. 또한 이곳은 몬테이스(Monteith's) 지역 양조장이 있어서, 1868년 이후 맥주를 생산하고 있으며, 지금은 전국적으로 판매되고 있다. 2008년 파이크 강 광산의 계획된 개장은 새로운 항만 시설을 업그레이드하도록 새로운 투자에 박차를 가했다.

## 교육
센터럴 그레이마우스 지역과 교외 그리고 블레이크 타운, 콥던, 캐로로와 같은 주변 지역에는 4개의 학교와 존재한다. 그레이마우스 고등학교는 2차 학교(9-13학년)이며, 655명의 전교생을 가지고 있다. 그레이마우스 매인 스쿨은 1차 학교로 (1-8학년) 과정이며, 407명의 전교생을 가지고 있다.
존 폴 2세 고등학교는 2차 학교(9-13학년)이며, 전교생 138명이 있다. 이 학교들은 1980년대 매리스트 브러더스 보이즈 학교와 세이트 메리 고등학교가 합병되어 만들어진 것들이다. 세인트 패트릭 스쿨은 1~8학년 과정의 1차 학교이며, 전교생 135명을 가지고 있다. 둘 다 공립 통합 가톨릭계 학교들이다. 이 학교들은 서로 인접해 있으며, 이사회를 공유하고 있다. 모든 이런 학교들은 남녀공학이며, 십분위수 4-5의 수치를 가진다.

## 갤러리

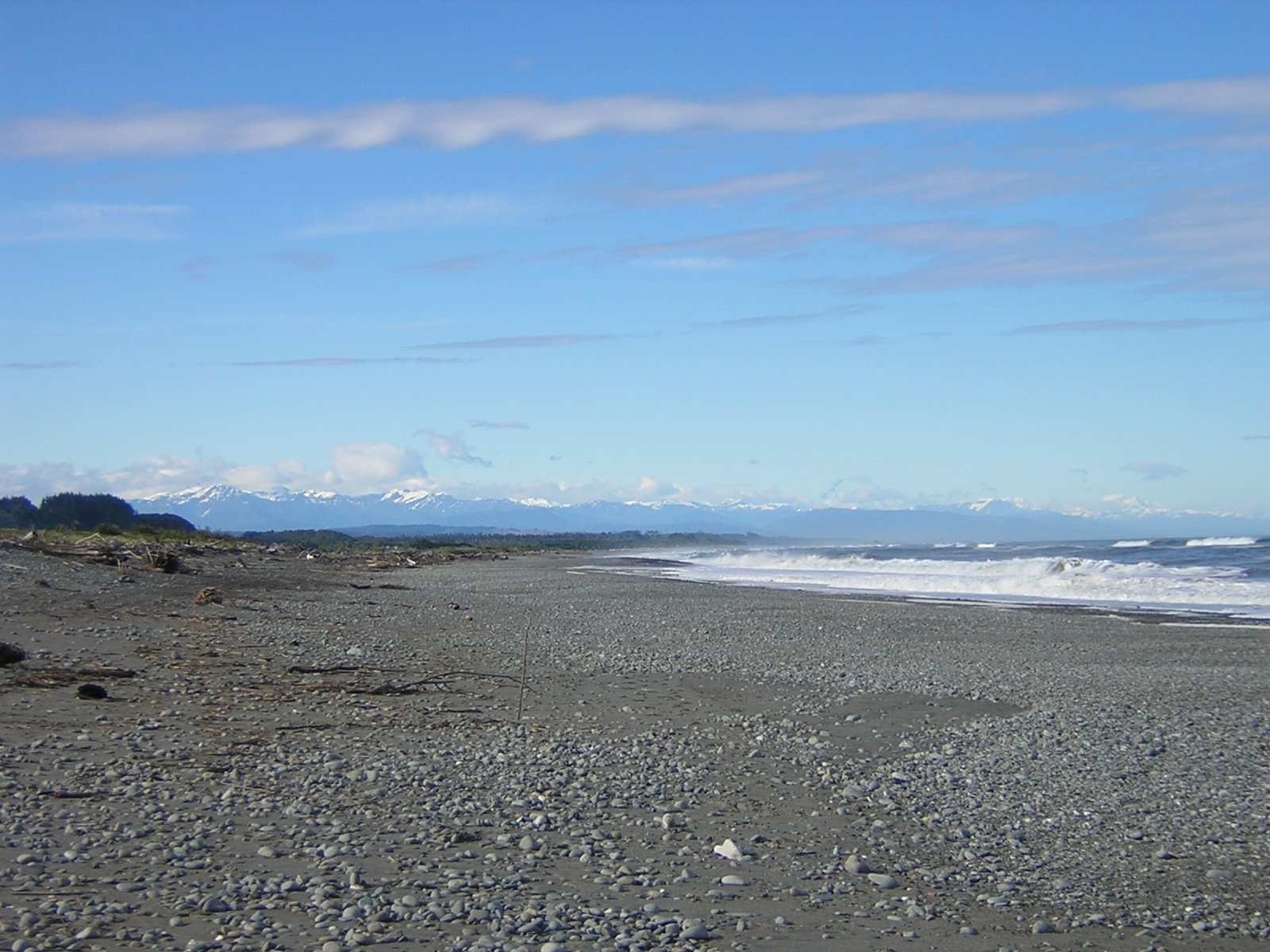
그레이마우스 해변에서 본 쿡 산
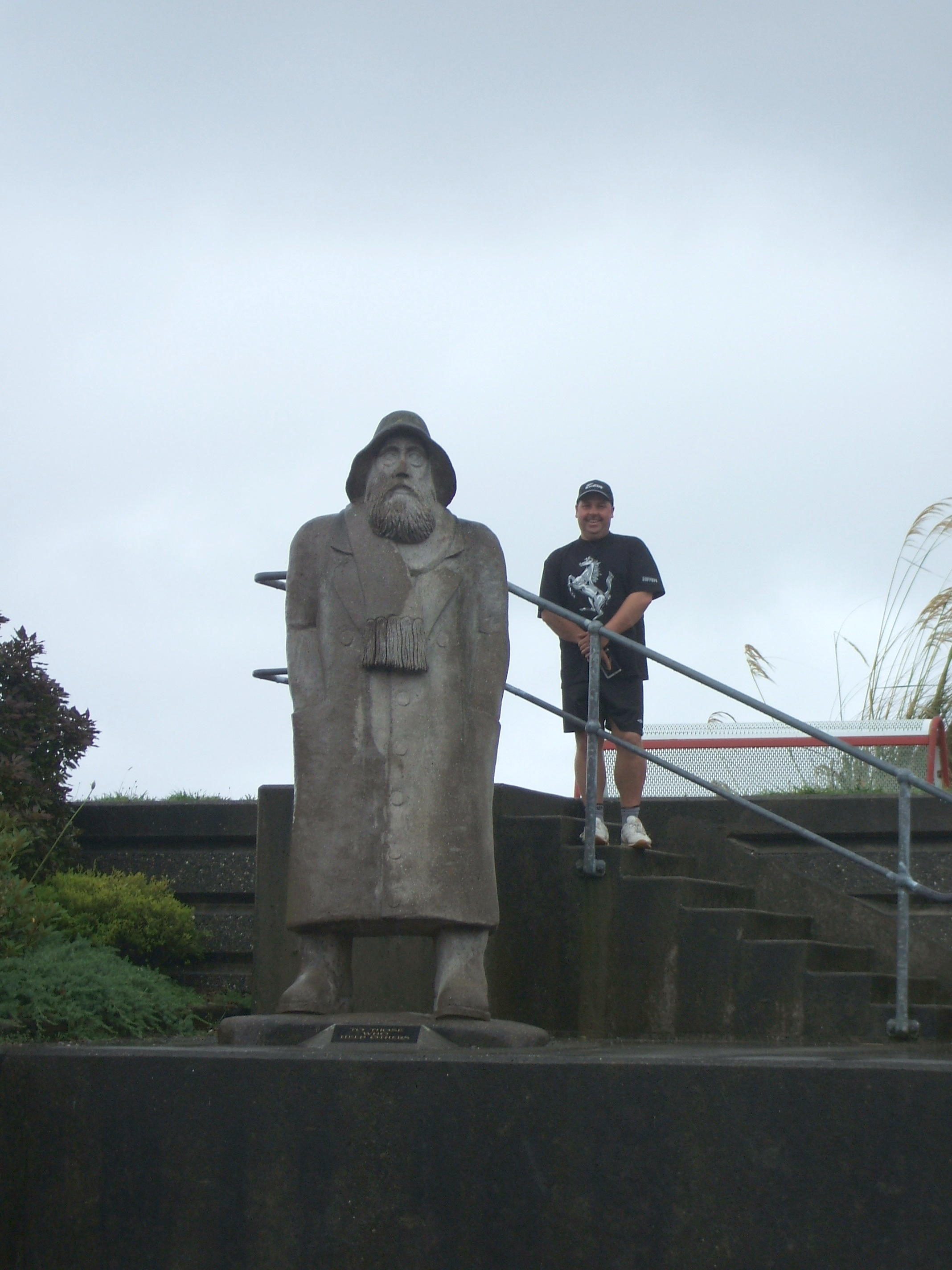
방파제의 어부의 동상

## 같이 보기
- 뉴질랜드의 지방